# 陈之骅
陈之骅（1934年6月—），浙江杭州人，中国社会科学院世界历史研究所研究员，中国社会科学院荣誉学部委员。

## 生平
1949年进入上海市格致中学读书，毕业后考取北京大学中文系，后被派往苏联列宁格勒大学历史系学习。1959年毕业，回国后在中国人民大学工作。1978年进入中国社会科学院世界历史研究所。1983年，任首任中国社会科学院世界历史研究所社会主义史研究室室主任。1985年，晋升为世界历史研究所研究员。1985年起，任中国苏联东欧史研究会会长。1986年7月，任中国社会科学院学位评定委员会第三届委员，同年11月，任博士生指导教师。1993年，成为研究生院高教系列副高级专业技术职务评审委员会委员。1994年，任史学教学研究部主任。1995年，任教材编审委员会委员，曾编辑中华书局版七年级上册至九年级下册的历史义务教育课程标准实验教科书。曾任《世界历史》副主编、主编。同时任马克思主义研究院特聘研究员。2001年，成为国际欧亚经济科学院院士。2006年被评为中国社会科学院荣誉学部委员。同时，也任中国社会科学院世界社会主义研究中心常务理事。2007年，被评为中国杰出社会科学家。2019年，参与《2018～2019世界社会主义黄皮书》的撰写和发布工作。同年5月，获得2018第三届工匠中国年度人物称号。

## 出版物
编撰了数十篇(本)学术论文和著作：
著作（包括合著）：《历史唯物主义与俄国史研究》（2014年）、《俄国十月社会主义革命》（2012年）、《克鲁泡特金传 （页面存档备份，存于）》、《苏联亡党亡国20年祭----俄罗斯人在诉说》、《苏联史纲 1917-1937》、《苏联历史辞典》、《勃列日涅夫时期的苏联》、《苏联兴亡史纲》、《苏共亡党的历史思考》。
论文及新闻评论：《历史虚无主义怎样掩人耳目》（2015年）、《历史虚无主义搞乱苏联》（2013年）、《苏共最高领导人新旧交替情况及其特点》、《中苏关系曲折发展之教训》、《从苏共亡党的教训看《共产党宣言》的当代价值》、《探析苏东剧变中的腐败因素 （页面存档备份，存于）》、《当前苏联史研究中的几个方法论问题 （页面存档备份，存于）》、《上海合作组织迎来发展的新阶段 （页面存档备份，存于）》等。